# Ittan-momen
Ittan-momen (一反木綿), là một mảnh vải (hoặc cuộn giấy) dài khoảng 10m đã thành tinh. Chúng là một loại ma của Nhật Bản có tên Tsukumogami. Theo truyền thuyết, Tsukumogami được tạo ra từ các đồ vật hoặc các vật lạ đã đạt từ 100 năm tuổi trở lên. Do đó, chúng có sự sống và hiểu biết. Ittan-momen thường bay lượn trên bầu trời đêm hoặc đi bộ và tấn công con người. Chúng áp sát nạn nhân và bóp cổ họ bằng chính tay của mình khiến họ nghẹt thở đến chết mới thôi.